# Herbert A. Frenzel
Herbert Alfred Frenzel (* 20. Dezember 1908 in Rixdorf bei Berlin; † 25. Mai 1995 in Berlin) war ein deutscher Skandinavist, Journalist, Übersetzer und Theaterwissenschaftler.

## Leben
Herbert Frenzel besuchte das Königstädtische Gymnasium in Berlin und studierte an den Universitäten in Königsberg und Berlin Literaturwissenschaft, Theaterwissenschaft und Skandinavistik.
In der Zeit des Nationalsozialismus war er in verschiedenen Positionen in und für Joseph Goebbels’ Reichsministerium für Volksaufklärung und Propaganda tätig. 1933/34 war er Verlagslektor, von 1934 bis 1939 Redakteur und Chef vom Dienst des Ressorts Kulturpolitik der Berliner NSDAP-Propagandazeitschrift Der Angriff.
1938 heiratete Frenzel die Literaturwissenschaftlerin Elisabeth Lüttig-Niese, die noch im selben Jahr mit einer antisemitischen Dissertation über Die Gestalt des Juden auf der neueren deutschen Bühne promovierte und ihm in ihrer Dissertation „für die Erweiterung [ihres] wissenschaftlichen Interesses durch Hinweis auf die aktuellen kulturpolitischen Fragen“ dankte.
1939 bis 1942 war er Dramaturg. 1942 promovierte er über die Rezeption von Henrik Ibsens Schauspiel Nora oder ein Puppenheim in Deutschland. Im selben Jahr gab er ein deutsch-norwegisches Wörterbuch für Besatzungszwecke heraus. 1943 wurde er zum Regierungsrat ernannt. 1943 bis 1945 leistete er Wehrdienst im Zweiten Weltkrieg und war in Kriegsgefangenschaft.
Ab 1950 war Frenzel als gerichtlich beeideter Dolmetscher tätig. 1951 wurde er Schriftführer der Gesellschaft für Theatergeschichte e. V. in Berlin, für die er zahlreiche theatergeschichtliche Werke herausgab und auch selbst verfasste. Außerdem fertigte er Übersetzungen skandinavischer Werke an und war als Volkshochschuldozent tätig.
Gemeinsam mit seiner Frau verfasste er das langjährige Standardwerk Daten deutscher Dichtung, eine Chronologie der deutschsprachigen Literatur, die 1953 erstmals veröffentlicht wurde und bis 2007 35 Neuauflagen erlebte. Im Mai 2009 entschloss sich der Deutsche Taschenbuch Verlag nach einem Hinweis von Volker Weidermann in der Frankfurter Allgemeinen Sonntagszeitung das Werk – das u. a. für den Zeitraum zwischen 1933 und 1945 keine Werke verfolgter Autoren wie Kurt Tucholsky, Klaus Mann oder Oskar Maria Graf enthielt, aber NS-Autoren wie Erwin Guido Kolbenheyer und Richard Billinger ausführlich würdigte und somit auf eine unterschwellige Kontinuität nationalsozialistischer Anschauungen hindeutete – aus dem Verlagsprogramm zu nehmen.

## Werke
- Flaggt Freude und Frohsinn. Eine Sammlung heiterer Kurzgeschichten. Junge-Generation-Verlag, Berlin 1935, 2./3. Auflage 1942.
- Eberhard Wolfgang Möller (aus der Reihe Künder und Kämpfer). Deutscher Volksverlag, München 1938.
- Ibsens „Puppenheim“ in Deutschland. Die Geschichte einer literarischen Sensation. Dissertation der Philosophischen Fakultät der Universität Berlin, 1942.
- Deutsch-norwegisches Wörterbuch. Über 2300 Wörter für das tägliche Leben. Mittler, Berlin 1942.
- Wenn der Groschen fällt. Aphorismen für den Hausgebrauch. Duncker, Weimar 1939; später: 38–42. Tausend, Reimer, Berlin 1953.
- Daten deutscher Dichtung. Chronologischer Abriß der deutschen Literaturgeschichte. Mit Elisabeth Frenzel, Kiepenheuer & Witsch 1953, zuletzt bei dtv, 35. Auflage 2007.
- Theodor Matthias: Das neue deutsche Wörterbuch. Unter besonderer Berücksichtigung der Rechtschreibung sowie der Herkunft, Bedeutung und Fügung der Wörter, auch der Lehn- und Fremdwörter. Bearbeitet von Elisabeth Frenzel und Herbert A. Frenzel, Verlag Praktisches Wissen, 9. Auflage 1954.
- Universitas litterarum. Handbuch der Wissenschaftskunde (Mitarbeit). 1955.
- Alfred Zastrau (Hrsg.): Goethe-Handbuch (Mitarbeit). 1955.
- Brandenburg-preussische Schlosstheater. Spielorte und Spielformen vom 17. bis zum 19. Jahrhundert. Gesellschaft für Theatergeschichte e. V., Berlin 1959.
- The Introduction of the Perspective Stage into the German Court and Castle Theatres. In: Theatre Research/Recherches théâtrales, Vol. III, No. 2, International Federation for Theatre Research, London u. a. 1961, ISSN 0307-8833, S. 88–100.
- Die Kultur Skandinaviens (mit Helmut de Boor). In: Die Kulturen der Niederlande und Skandinaviens. Athenaion, Konstanz 1964.
- Thüringische Schlosstheater. Beitrag zur Typologie des Spielortes vom 16. bis zum 19. Jh. Gesellschaft für Theatergeschichte e. V., Berlin 1965.
- Geschichte des Theaters. Daten und Dokumente 1470–1890. dtv, München 1979, 2. Auflage 1984, ISBN 3-423-04302-4.

### Herausgeberschaft
- Aufforderung zum Lächeln. Eine Auslese heiterer Erzählungen (Herausgeberschaft mit Dietmar Schmidt), Reichel, Berlin 1943.
- Kürschners biographisches Theater-Handbuch. Schauspiel, Oper, Film, Rundfunk. Deutschland, Österreich, Schweiz. De Gruyter, Berlin 1956, DNB 010075518.
- Elemente der Literatur. Beiträge zur Stoff-, Motiv- und Themenforschung. Elisabeth Frenzel zum 65. Geburtstag (Herausgeberschaft mit Adam J. Bisanz und Raymond Trousson). 2 Bände, Kröner, Stuttgart 1980, ISBN 3-520-70201-0 und ISBN 3-520-70301-7.

### Übersetzungen
- Guðmundur Kamban: Komplexe. Komödie in 3 Akten. Bühnenmanuskript, 1939.
- Guðmundur Kamban: Der Mann ohne Vergangenheit. Komödie in 5 Akten. Bühnenmanuskript, Ahn & Simrock, Berlin 1940.
- Guðmundur Kamban: Grandezza. Komödie in 5 Akten. Bühnenmanuskript, 1942.
- Svend Borberg: Sünder und Heiliger (Übersetzung mit Hermann Kiy). Hoffmann & Campe, Hamburg 1942.
- Svend Borberg: Das Boot. Schauspiel von den Faröern in 4 Aufzügen. Bühnenmanuskript, Die Drehbühne, Berlin 1943.
- Kurt Lewin: Die Lösung sozialer Konflikte. Ausgewählte Abhandlungen über Gruppendynamik. Christian-Verlag, Bad Nauheim 1953.
- Peter Manniche: Dänemark. Ein soziales Versuchsfeld (Übersetzung mit H. Brügmann und Knud Christian Knudsen). Christian-Verlag, Bad Nauheim 1953.
- Arnold Gesell, Frances G. Ilg: Das Kind von Fünf bis Zehn. Christian-Verlag, Bad Nauheim 1954.
- Frances L. Ilg, Louise Bates Ames: Erziehung – leichtgemacht. Forschungen, Erkenntnisse, Ratschläge. Christian-Verlag, Bad Nauheim 1957.
- Arnold Gesell, Frances G. Ilg: Jugend. Die Jahre von 10 bis 16. Christian-Verlag, Bad Nauheim 1958.
- Ingvar Andersson (Hrsg.): Die Schweden und ihr Schweden. Reimer, Berlin 1958.
- Kelvin Lindemann: Ein Abend in Kopenhagen. Kiepenheuer & Witsch, Köln 1958.
- Sven Fagerberg: Habichtsnacht. Kiepenheuer & Witsch, Köln 1959.
- Arvid Hj. Uggla: Carl von Linné. Schwedisches Institut, Stockholm 1959.
- Ingemar Wizelius: Schwedische Literatur 1957-60. Schwedisches Institut, Stockholm 1960.
- Saul Bellow: Der Regenkönig. Kiepenheuer & Witsch, Köln 1960.
- Kelvin Lindemann: Nachtfalter und Lampion. Kiepenheuer & Witsch, Köln 1962.